# Daliao
Daliao (chiń. upr. 大寮区; chiń. trad. 大寮區; pinyin Dàliáo qū; Wade-Giles Ta-liao ch’ü) – dzielnica (chiń. 區, qū) w rejonie Fengshan miasta wydzielonego Kaohsiung na Tajwanie. 
23 czerwca 2009 komitet przy Ministrze Spraw Wewnętrznych Republiki Chińskiej zarekomendował scalenie dotychczasowego powiatu Kaohsiung (chiń. trad. 高雄縣; pinyin Gāoxióng xiàn) i miasta wydzielonego Kaohsiung (chiń. trad. 高雄直轄市; pinyin Gāoxióng zhíxiáshì) w jedno miasto wydzielone; wszystkie gminy wiejskie (chiń. 鄉, xiāng), jak Daliao, miejskie oraz miasta wchodzące w skład powiatu zostały przekształcone w dzielnice (chiń. 區, qū). Ustawa weszła w życie 25 grudnia 2010 roku.
Populacja dzielnicy Daliao w 2016 roku liczyła 112 258 mieszkańców – 54 681 kobiet i 57 577 mężczyzn. Liczba gospodarstw domowych wynosiła 41 897, co oznacza, że w jednym gospodarstwie zamieszkiwało średnio 2,68 osób.

## Demografia (2011–2016)
| Rok  | Liczba ludności | Gęstość zaludnienia | Kobiety | Mężczyźni | Gospodarstwa domowe |
| ---- | --------------- | ------------------- | ------- | --------- | ------------------- |
| 2011 | 109 157         | 1536                | 52 548  | 56 609    | 38 965              |
| 2012 | 109 780         | 1545                | 52 968  | 56 812    | 39 667              |
| 2013 | 110 449         | 1554                | 53 480  | 56 969    | 40 291              |
| 2014 | 111 191         | 1565                | 53 948  | 57 243    | 40 902              |
| 2015 | 111 663         | 1571                | 54 317  | 57 346    | 41 360              |
| 2016 | 112 258         | 1580                | 54 681  | 57 577    | 41 897              |